# 古馬拉魯

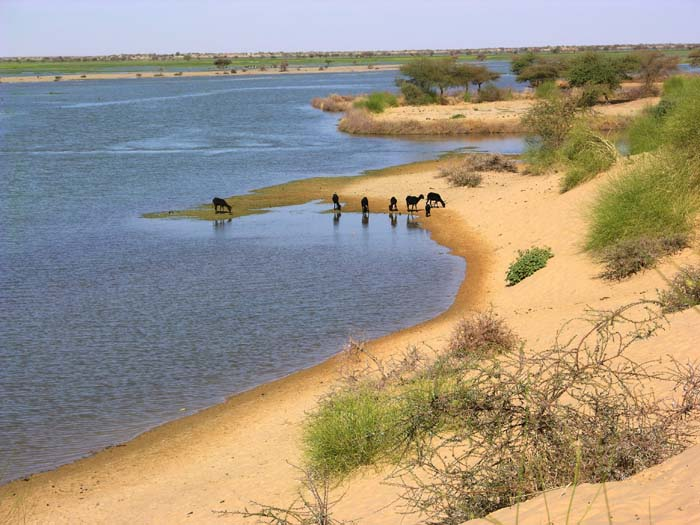
古馬拉魯

古馬拉魯（法語：Rharous），是馬里的城鎮，位於該國北部，由通布圖區負責管轄，是古馬拉魯省的首府，面積7,000平方公里，2009年人口26,115，人口密度每平方公里3.7人。